# Катена (Пистоја)
Катена је насеље у Италији у округу Пистоја, региону Тоскана.
Према процени из 2011. у насељу је живело 1542 становника. Насеље се налази на надморској висини од 39 м.